# Мясоєдов Григорій Григорович
Григо́рій Григо́рович М'ясоє́дов (7 (19) квітня 1834, с. Паньково, нині Новодеревеньковського району Орловської області — 18 (31) грудня 1911, Полтава) — український і російський живописець. Батько українського живописця і графіка Івана М'ясоєдова.

## Життєпис
М'ясоєдов Григорій Григорович народився 7(19) квітня 1834 у с. Паньково, нині Новодеревеньковського району Орловської області. У 1856—1862 рр. навчався в Петербурзькій академії мистецтв. Вчився у А. Г. Маркова і Т. А. Неффа.
У 1863—1868 роках як пансіонер Академії мистецтв перебував у Німеччині, Іспанії, Франції. З 1870 р. — академік, з 1893 р. — дійсний член Петербурзької академії мистецтв. Один з організаторів і активних діячів Товариства пересувних художніх виставок.
За переказами, художник мав різкий характер. Він не ужився з першою дружиною — піаністкою, кинув її, але офіційно не розлучився. Зійшовся з молодою художницею Ксенією Івановою, яка 1881 року народила сина Івана. Григорій Григорович відвіз сина до Москви й віддав на виховання родині друга — пейзажиста О. Кисельова.
У 1889 р. завдяки сприянню полтавського лікаря О. О. Волкенштейна (познайомився в Москві під час відвідин Л. М. Толстого) М'ясоєдов придбав у полтавському передмісті Павленках садибу з великим фруктовим садом, парком і ставком, де оселився з родиною. У М'ясоєдова бували художники М. О. Ярошенко, В. К. Менк, М. М. Ґе, І. К. Пархоменко, В. О. Волков, скульптор Л. В. Позен, письменник І. О. Бунін (знімав дачу в Павленках, мешкав поряд з М'ясоєдовим; у «Щоденнику» Буніна є запис від 15 серпня 1894, що художник пише його портрет у саду своєї садиби). Дружні стосунки встановилися з В. Г. Короленком.
У 1899 р. художник написав і подарував місту завісу для нового театру (зберігається в Полтавському краєзнавчому музеї), згодом був його почесним художником-консультантом.
М'ясоєдов організував у 1894 р. у Полтаві школу малюнку й живопису, яка проіснувала кілька років. Таку школу пізніше відкрив І. К. Пархоменко, якому М'ясоєдов допоміг посібниками й матеріалами. Учениця художника М. Е. Бухгейм заснувала дитячий гурток малюнка.
У 1909 р. завдяки ініціативі М'ясоєдова утворився музичний гурток із 12 осіб, зокрема, до нього входили піаністка М. А. Шимкова, скрипалі Ф. Ф. Климентов, В. С. Оголевець. Того ж року М'ясоєдов відвідав садибу професора І. Шимкова «Маринці» Кобеляцького повіту; восени ставив у театрі живі картини до поеми Т. Шевченка «Катерина».
17 грудня 1911 р. самотній художник помер у Полтаві.

## Посмертне вшанування
Григорій М'ясоєдов заповідав поховати себе без церковного обряду на садибі, у саду, поблизу будинку, де він жив понад 20 років. Однак полтавська поліція «з санітарних міркувань» це заборонила. 20 грудня 1911 р. його поховали на міському кладовищі, а 24 грудня (з одержанням дозволу) перепоховали на садибі.
У 1912 р. на могилі встановлено обеліск із сірого граніту (висота 2 м) з написом: «Выдающийся русский художник Г. Г. Мясоєдов. 1834—1911». Поруч — рельєфне бронзове зображення палітри з пензлями.

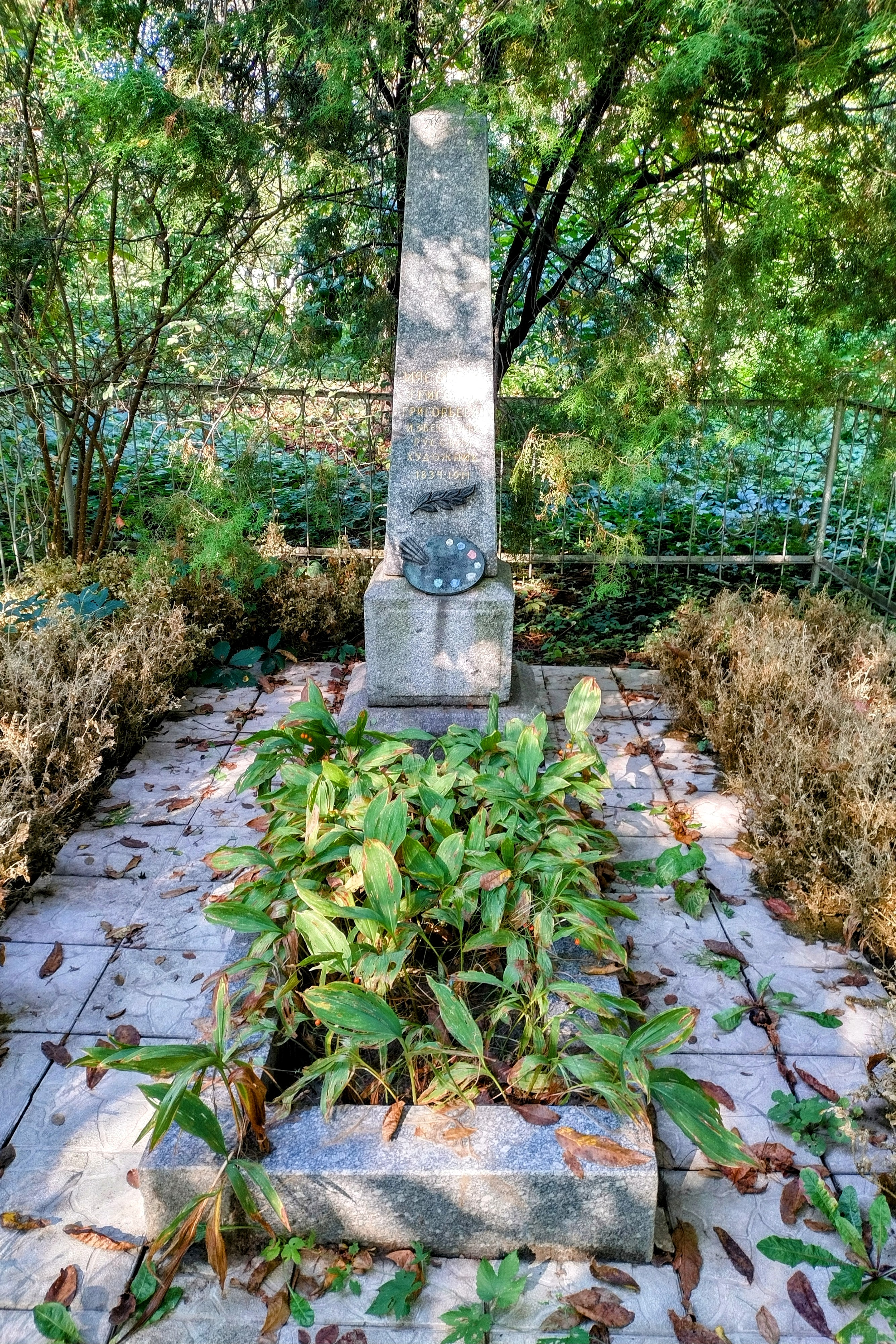
Могила Григорія Мясоєдова

На фасаді відновленого за його малюнками будинку встановлено меморіальну дошку. Після смерті М'ясоєдова його син Іван (також художник) влаштував у 1912 і 1913 роках виставки творів батька, а згодом розпродав більшу частину робіт разом з колекцією картин художників-передвижників, яка належала М'ясоєдову.
Твори М'ясоєдова зберігаються в Київській національній картинній галереї, Зібранні (колекції) образотворчого мистецтва Градобанку, Полтавському художньому музеї, Третьяковській галереї та ін.
На території колишньої садиби тепер розташована Полтавська гравіметрична обсерваторія.
Ім'ям Г. Г. М'ясоєдова названо вулицю і провулок.

## Творчість
Жанрові картини М'ясоєдова правдиво передають убогість і безправ'я селянства («Земство обідає», 1872, Третьяковська галерея), велич і поезію селянської праці («Косарі», 1887, Російський музей, Ленінград).
Григорій М'ясоєдов звертався також до історичних тем («Читання маніфесту 19 лютого 1861 року», 1873, Третьяковська галерея).
У Полтаві М'ясоєдов створив полотна: «Читання „Крейцерової сонати“ Л. М. Толстого» (1893), «Спокуса», «Портрет селянської дівчини» (обидві — 1897), «Старий з книгою» (1902), «На шляху до знань» (1904); написав пейзажі «Осінній ранок», «Дорога в лісі», «Осиротіли» та ін.

## Галерея

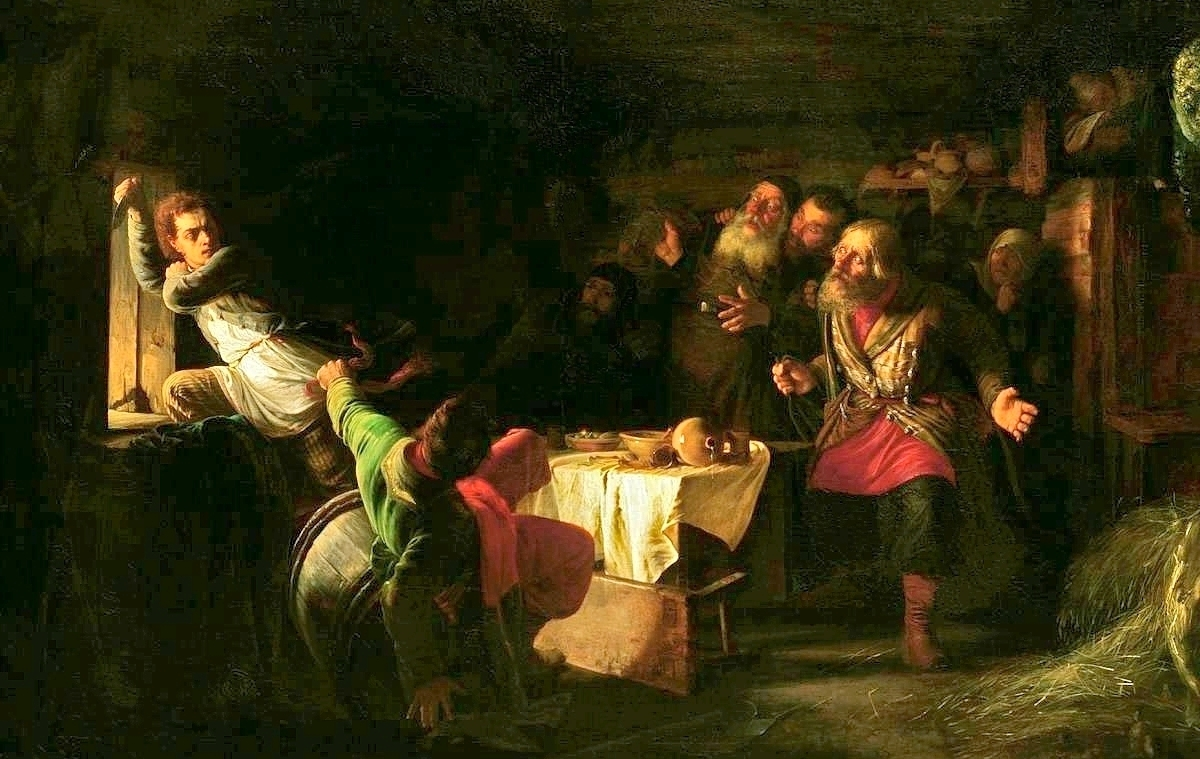
Втеча Григорія Отреп'єва з корчми на литовському кордоні (1862). Всеросійський музей О.С.Пушкіна
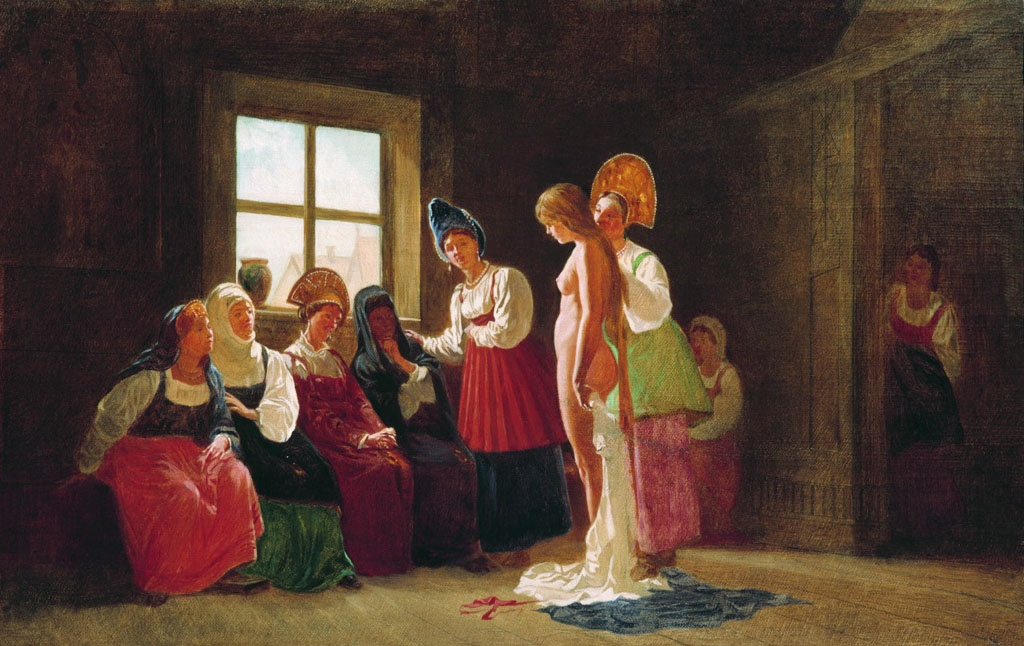
Смотрини нареченої, 2-а пол. XIX ст. Державний Російський музей
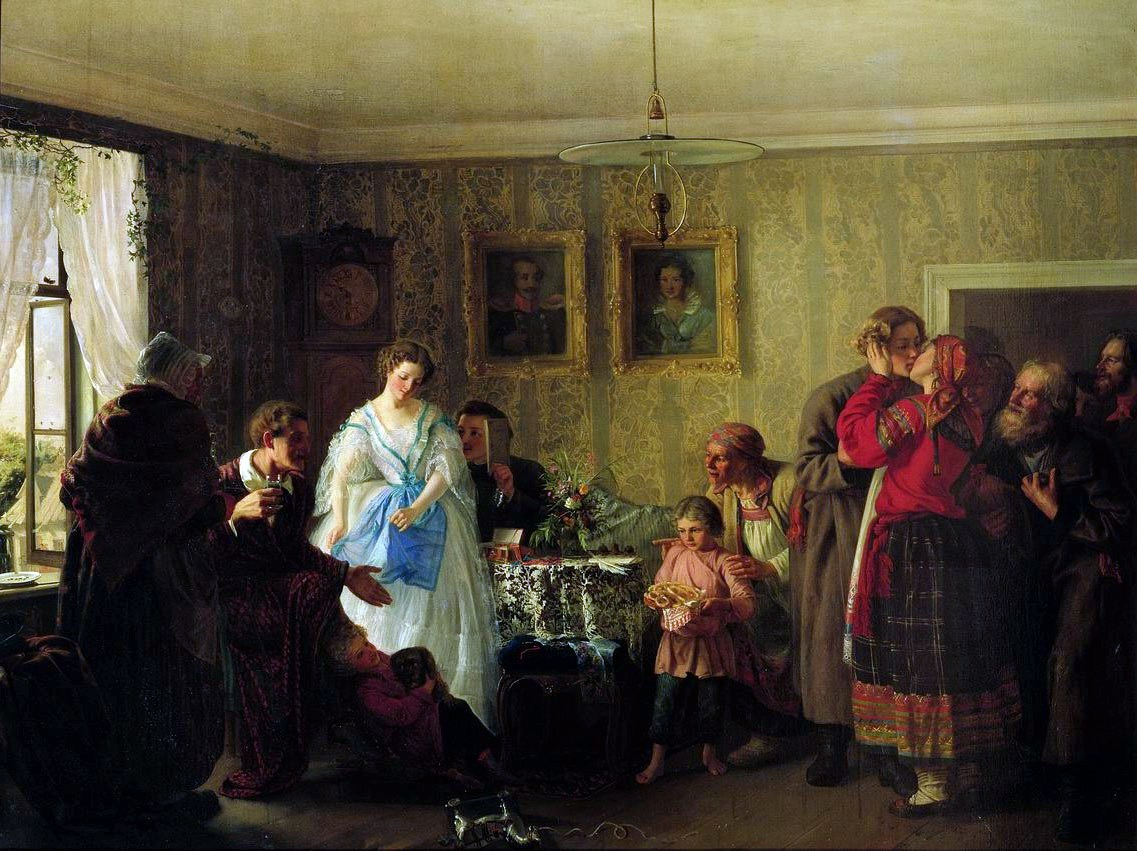
Вітання молодих у будинку поміщика (1861). Державний Російський музей
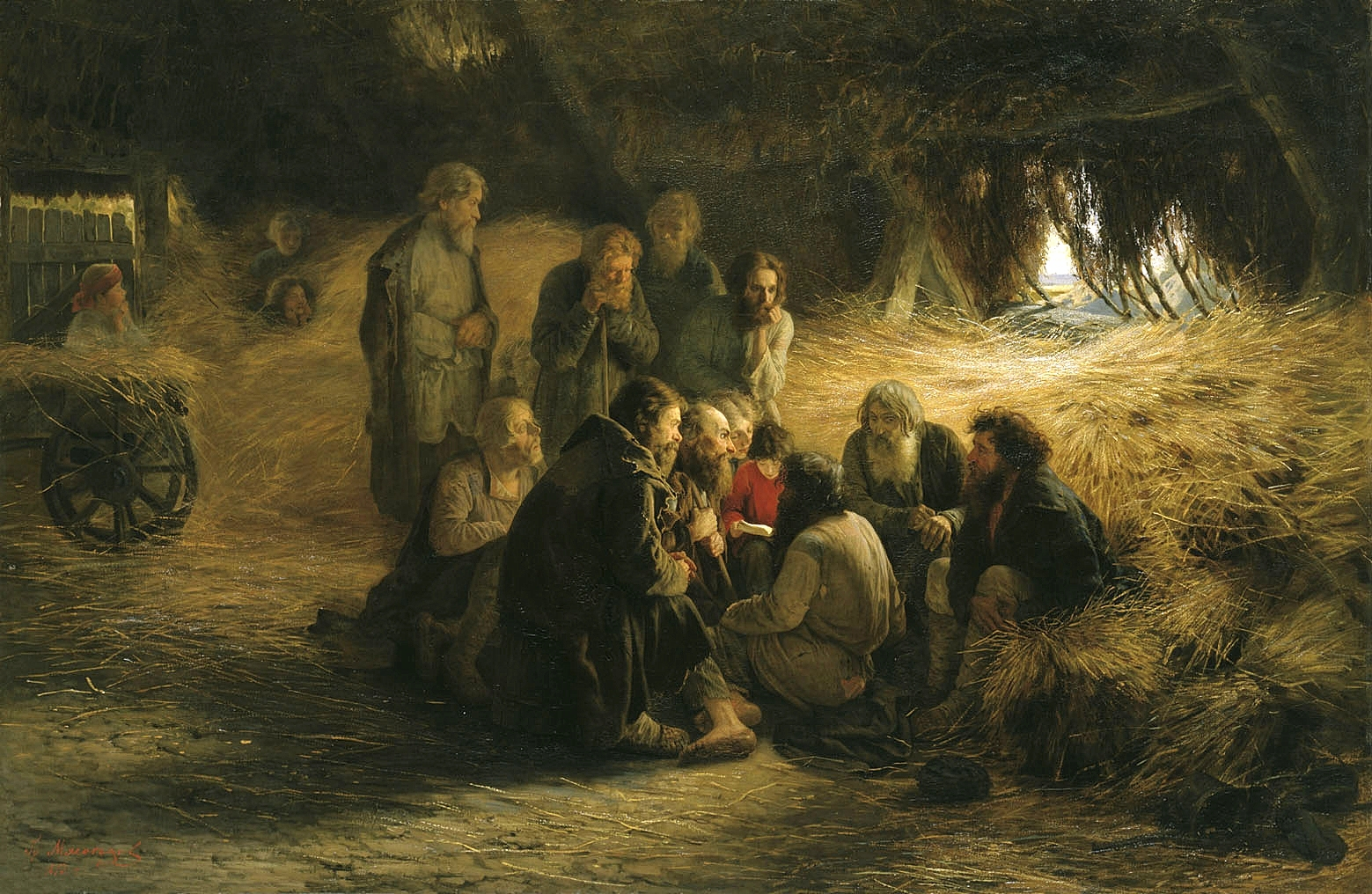
Читання Положення 19 лютого 1861 року (1873). Державна Третьяковська галерея
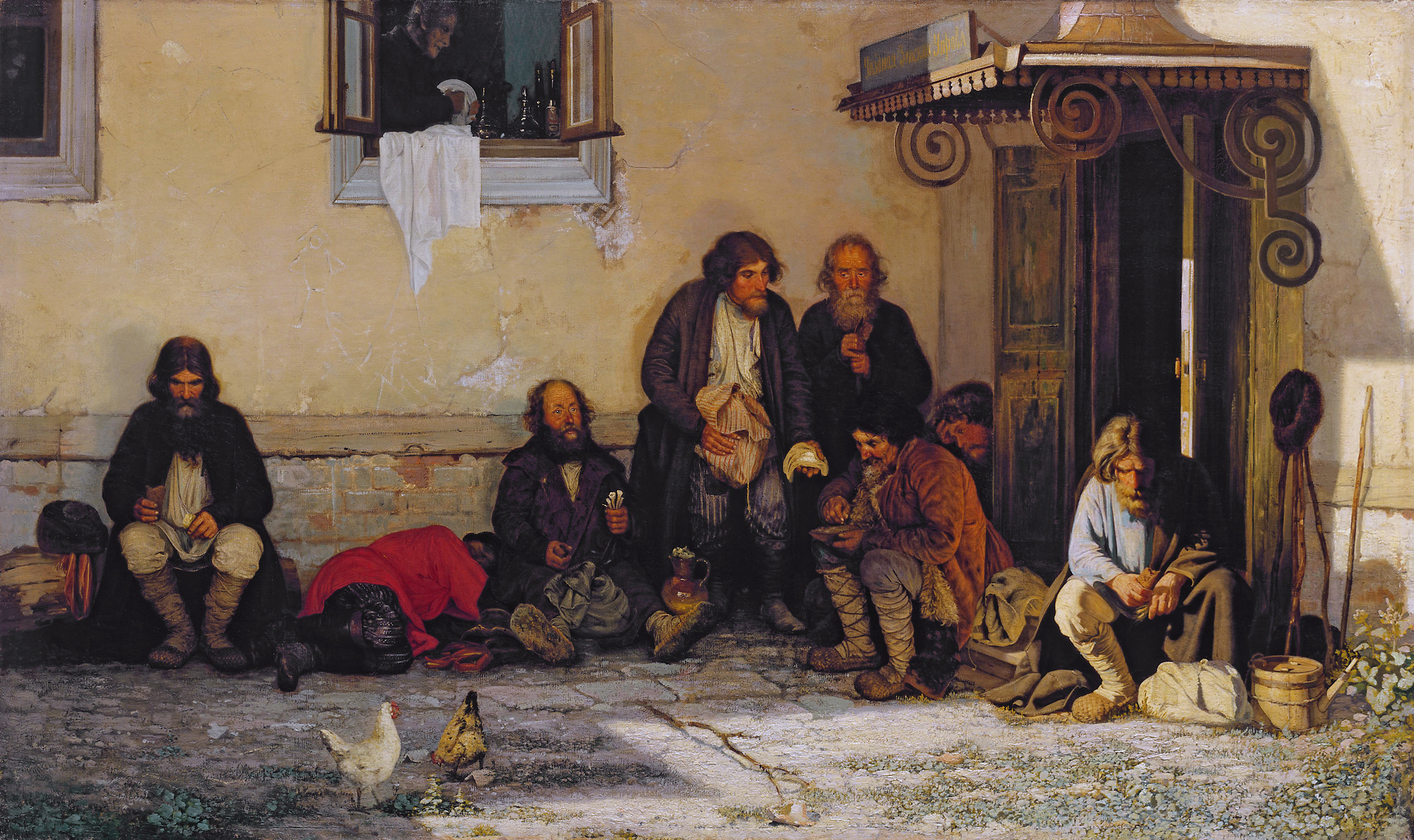
Земство обідає (1872). Державна Третьяковська галерея
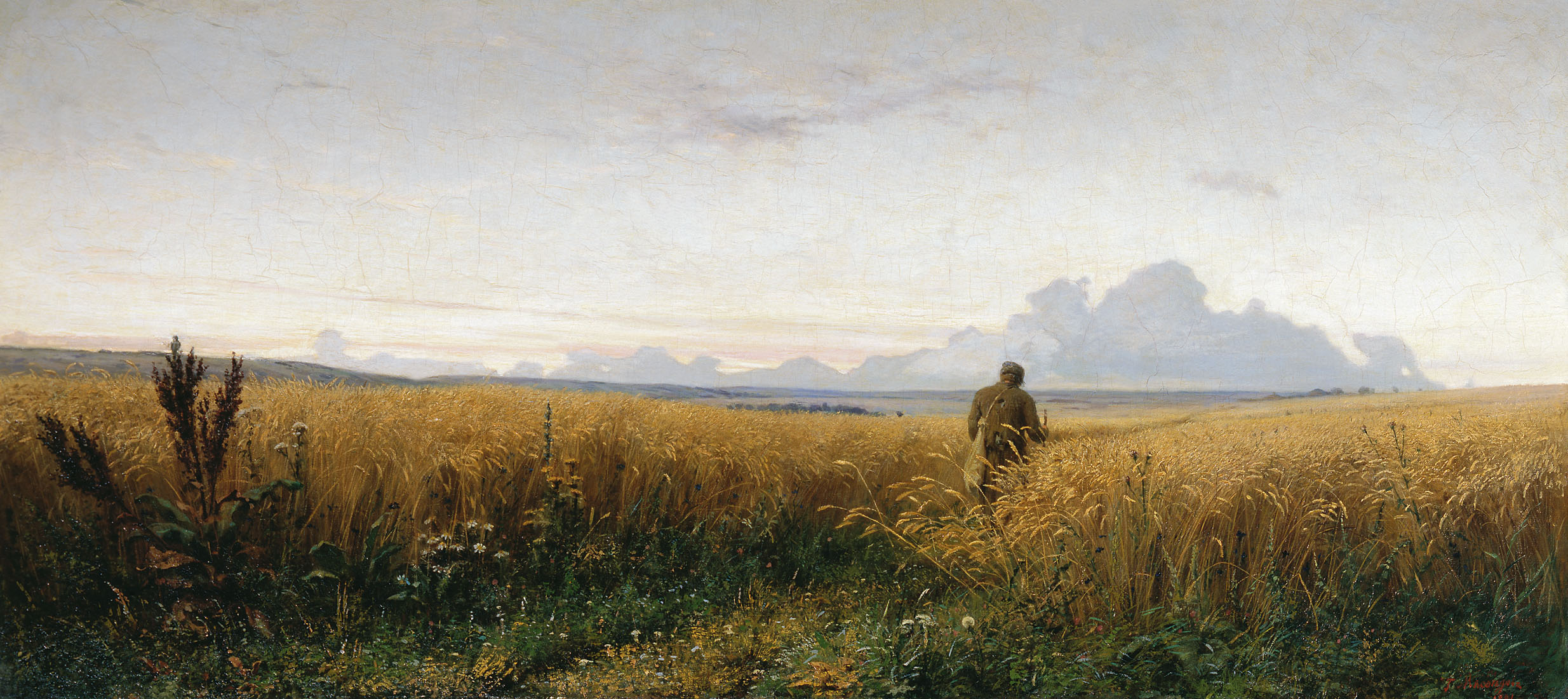
Дорога у житі (1881). Державна Третьяковська галерея
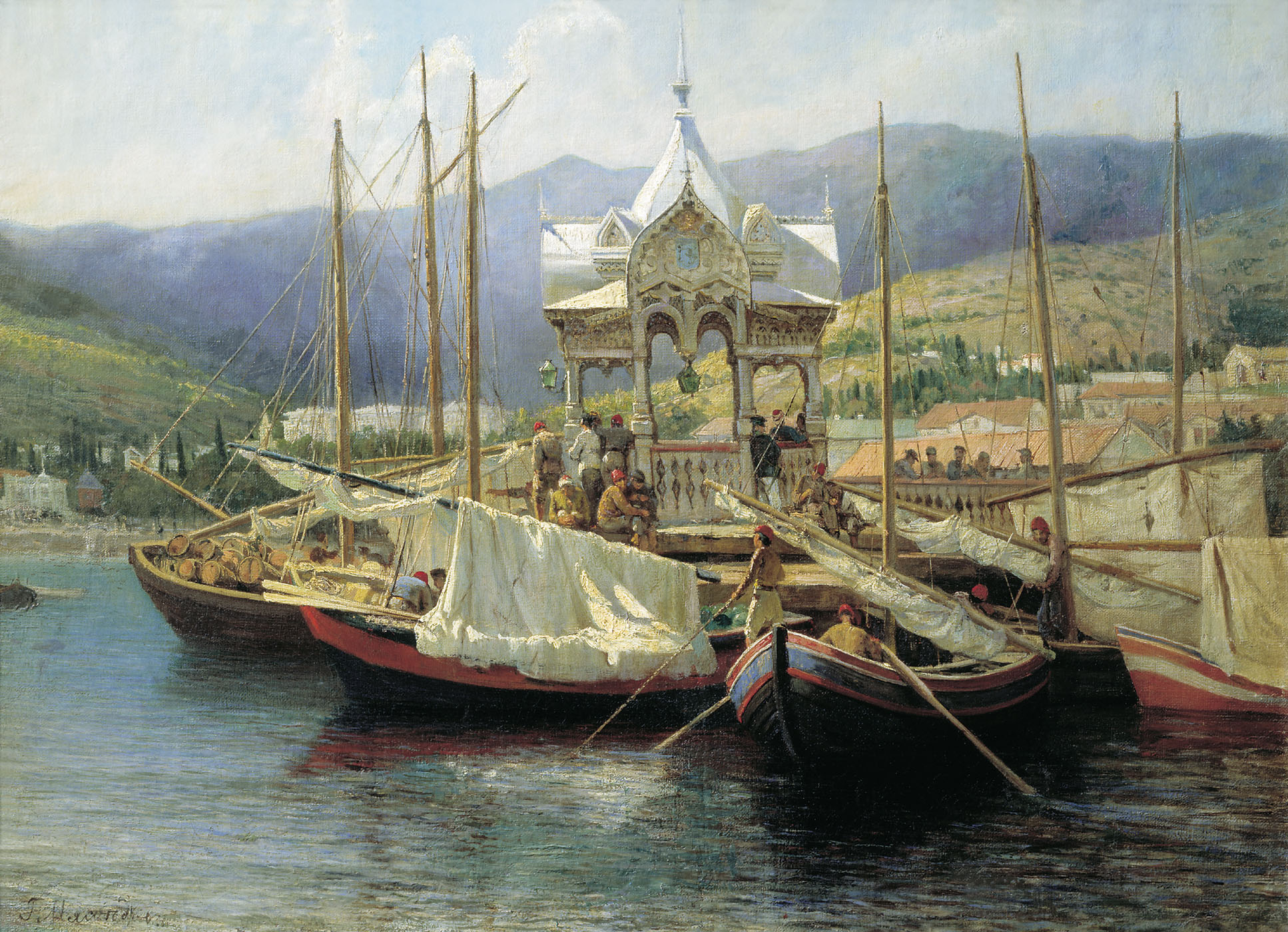
Пристань в Ялті (1890). Володимиро-Суздальский музей-заповідник
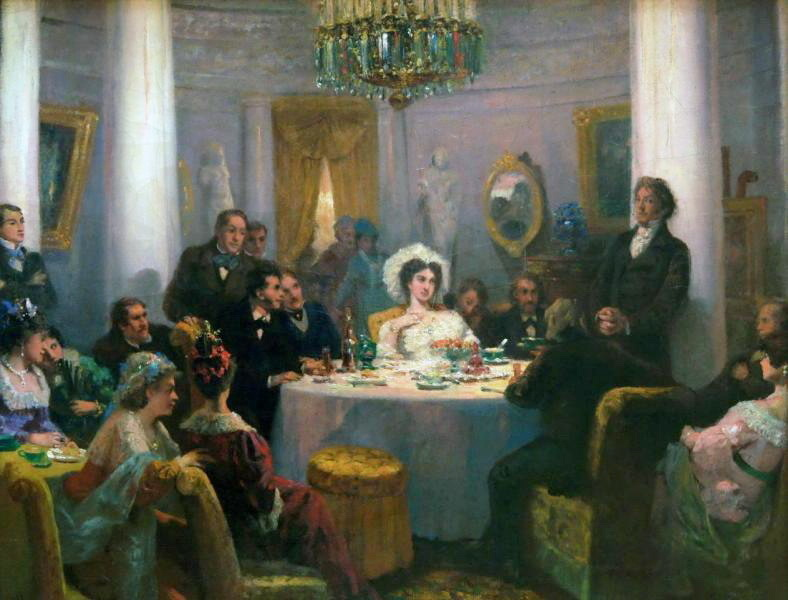
Адам Міцкевич у салоні Зінаїди Волконської імпровізує серед російських письменників (1904-1906)
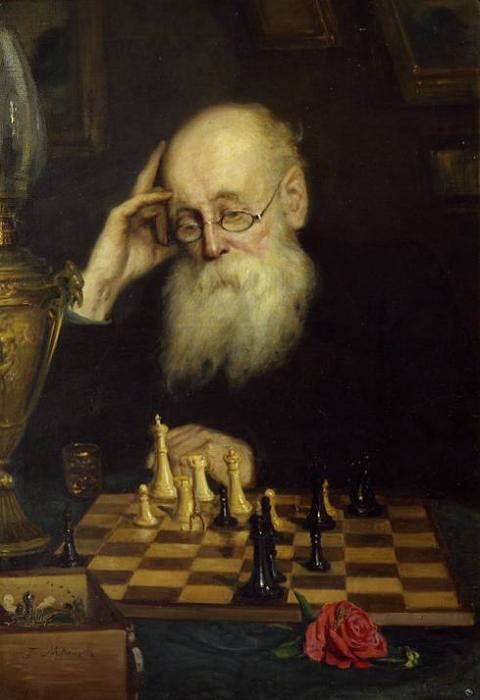
Сам із собою, або гра в шахи (1907). Музей шахів